# پولک‌پوش‌ها
پولک‌پوش‌ها (نام علمی: Lepomis) نام یک سرده از خانواده خورشیدماهیان آب شیرین است.